# Tamsweg (kotar)
Kotar Tamsweg (isto poznato kao Lungau), je jedan od 94 austrijskih kotara od 20,437 stanovnika.

## Zemljopisne karakteristike
Tamsweg leži u Saveznoj državi Salzburg, na zapadu graniči sa 
kotarom Sankt Johann im Pongau, na istoku sa Štajerskom, i na jugu sa Koruškom.
Teritorij današnjeg kotara poklapa se s nekadašnjim kotarom (gau-om) Lungau.

## Administrativna podjela kotara
Administrativni centar kotara je trgovište Tamsweg.
Tamsweg je administrativno podijeljen na 15 općina od kojih 4 ima
status trgovišta, a njih 12 su obične općine.

### Trgovišta
- Mariapfarr
- Mauterndorf
- St. Michael im Lungau
- Tamsweg

### Općine
- Göriach
- Lessach
- Muhr
- Ramingstein
- St. Andrä im Lungau
- St. Margarethen im Lungau
- Thomatal
- Tweng
- Unternberg
- Weißpriach
- Zederhaus

## Vanjske poveznice
- Službena stranica Kotara Tamsweg  Arhivirana inačica izvorne stranice od 23. svibnja 2008. (Wayback Machine) (njem.)